# Kruhyli

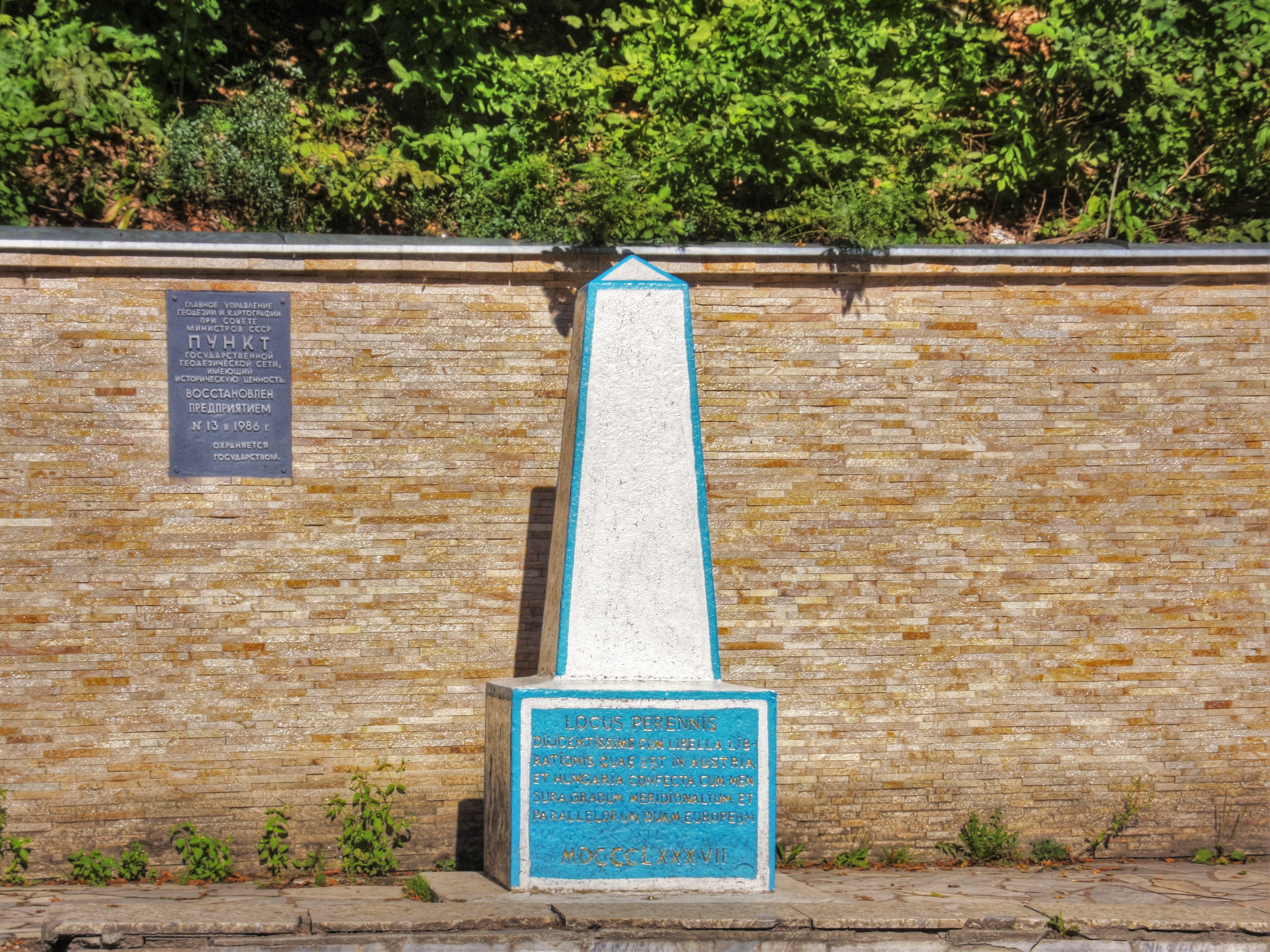
Het geografische middelpunt van Europa

Kruhyli (Oekraïens:  Круглий Krughli, Hongaars: Körtelep) is een dorp in de gemeente Rachiv, in het gelijknamige rajon in het Oblast Transkarpatië. Het dorp is gelegen op 7 kilometer ten noordoosten van de stad Rachiv. De plaats heeft 429 inwoners.
Het dorp ligt in de vallei van de rivier de Zwarte Tisza, een rivier die uitmondt in de hoofdrivier de Tisza.
In 1887 werd in het dorp een obelisk opgericht, hiermee werd het middelpunt van Europa gemarkeerd.